# Magyar vonósnégyes
A Magyar vonósnégyes egy nevezetes magyar vonósnégyes volt, amely 1935 és 1972 között, majd Új Magyar Vonósnégyes néven 1979-ig működött. Az együttes Budapesten ritkán lépett fel.

## Története
A Magyar vonósnégyest 1935-ben alapította Hubay Jenő zeneakadémiai mesteriskolájának két, akkor diplomázott növendéke, a prímhegedűs Végh Sándor és a brácsás Koromzay Dénes, valamint Szervánszky Péter és Palotai Vilmos. Visszaemlékezések szerint az együttes megalakításnak ötlete Palotai Vilmostól származott. Az együttes harminchét éven át, 1972-ig működött. 1937-ben primáriusnak egy Hollandiában élő magyar hegedűművészt kértek fel: 1938-tól 1972-ig Székely Zoltán volt az elsőhegedűs. 
A legutolsó felállásban az első hegedű szólamát Székely Zoltán, a második hegedűt Kuttner Mihály, a brácsát Koromzay Dénes, a csellót Magyar Gábor játszotta. 1972-ben Koromzay Dénes újjászervezte az Új Magyar Vonósnégyest, amely ezután még hét hangversenyévadon át, 1979-ig adott hangversenyeket. 
Az együttes első kimagasló szakmai sikerét Bartók Béla 5. vonósnégyesének zeneakadémiai ősbemutatója jelentette. Erre a szerzővel közösen készültek fel. Az 1935/36-os évadban a Magyar vonósnégyes még saját költségen rendezte koncertjeit, ám később egyre több külföldi fesztiválra kapott meghívást: a kvartett a prágai IGNM (Internationale Gesellschaft für Neue Musik) fesztiválon Veress Sándor II. vonósnégyesét játszotta, Barcelonában pedig Bartók Ötödikjével mutatkoztak be.
Végh Sándor kilépett és 1940-ben saját vonósnégyest alapított. A Magyar vonósnégyes 1950-ig Hollandiában működött, és ez idő alatt a Bartók-vonósnégyesek és kortárs ősbemutatók (pl. Bernard van Dieren, Pijper, Castelnuovo-Tedesco művei) mellett Beethoven-interpretációival is igen sikeres volt. 1950-től az Egyesült Államokban folytatták a munkát. Ekkor – tíz év különbséggel – hanglemezre vették Beethoven vonósnégyeseinek teljes sorozatát. Az 1970-es években a kvartett valamennyi tagja tanári állást vállalt az ohiói Oberlin Egyetemen. Székely Zoltán, Koromzay Dénes és Magyar Gábor – Fenyves Loránd és Janzer György társaságában – még a Magyar vonósnégyes megszűnése után is hosszú éveken át tanított Banffben, a nyári vonósnégyes-kurzusokon.
Budapesten már alig léptek fel – emlékezetes eseménye marad a magyar koncertéletnek 1969-es vendégszereplésük.

## Diszkográfia
[fontosabb gyűjtemények]
- The Hungarian String Quartet. Historical recordings and previously unissued public performances. 1937–1968. (8 CD, 1971-es amerikai interjúkkal Koromzay Dénessel, Kuttner Mihállyal és Székely Zoltánnal.) (2005) Music & Arts MACD 1161
- Bartók Béla összes vonósnégyese (1999) Deutsche Grammophon 457 740-2
- Franz Schubert: 13–15. vonósnégyes; Vonósötös (közrem. Varga László [gordonka], 1958, 1968, 1970) (2003) EMI 5855262
- Ludwig van Beethoven összes vonósnégyese (7 CD, az 1953-as összkiadás) (2017) Erato 9029586927